# Roccamonfina (vulkán)
A Roccamonfina vulkáni kúp Olaszország Campania régiójában, Caserta megyében található. A vulkán a 630 000–50 000 évvel ezelőtti periódusban működött.
A vulkáni működés első szakaszában – 630 000 évvel ezelőtt kezdődően – az intenzív anyagprodukció következtében emelkedett ki a Roccamonfina mintegy 1800 m magas kúpja. Ezt követően, mintegy 400 000 évvel ezelőtt, a kúp keleti oldala beomlott. Az így keletkezett kalderát ma krátertó tölti ki. A második fázisban a vulkán kalderájában robbanásszerű kitörések sorozataként újabb kúpok emelkedtek ki: a Monte Santa Croce (1005 m) és a Monte Lattani (810 m).
Az intenzív vulkáni működés hozzájárult a közeli Volturno és Garigliano folyók medrének elterelődéséhez. 
A vulkáni működés kb. 50 000 éve szűnt meg. A vulkáni utóműködés jelei a környéken feltörő termálvizű források. A hegy és környéke ma a Roccamonfina-Foce Garigliano Regionális Park része.

## Külső hivatkozások
- Adatok a vulkánról